# Pretty Girls
Pretty Girls is een lied, opgenomen door de Amerikaanse zangeres Britney Spears en de Australische rapper Iggy Azalea. Britse meidengroep Little Mix schreef het lied met Maegan Cottone
De single werd uitgebracht op 4 mei 2015 door RCA Records.